# Psolidae
Famille
Les Psolidae sont une famille d'holothuries (concombre de mer) de l'ordre des Dendrochirotida.

## Description et caractéristiques

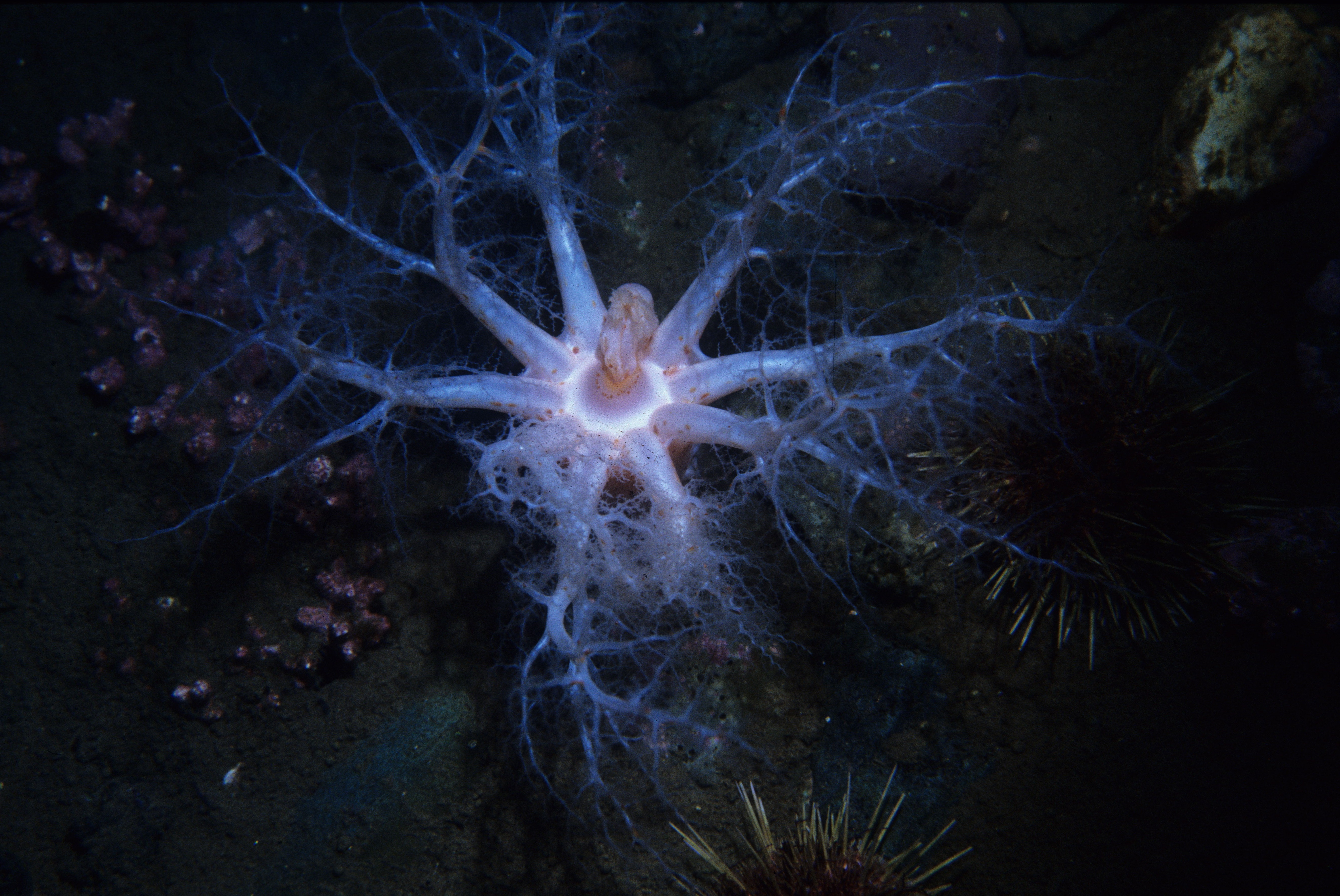
Psolus phantapus (panache de tentacules).

Ce sont des holothuries cryptiques, qui vivent enfouies dans les sédiments détritiques ou parfois simplement dans des crevasses ou sous des pierres. Elles s'accrochent au substrat par les podia de leur trivium qui forme une plaque adhésive. À l'opposé, la face dorsale présente généralement de larges plaques. Leurs tentacules sont très ramifiés (« dendritiques »), et leur servent à se nourrir par filtration de l'eau. 

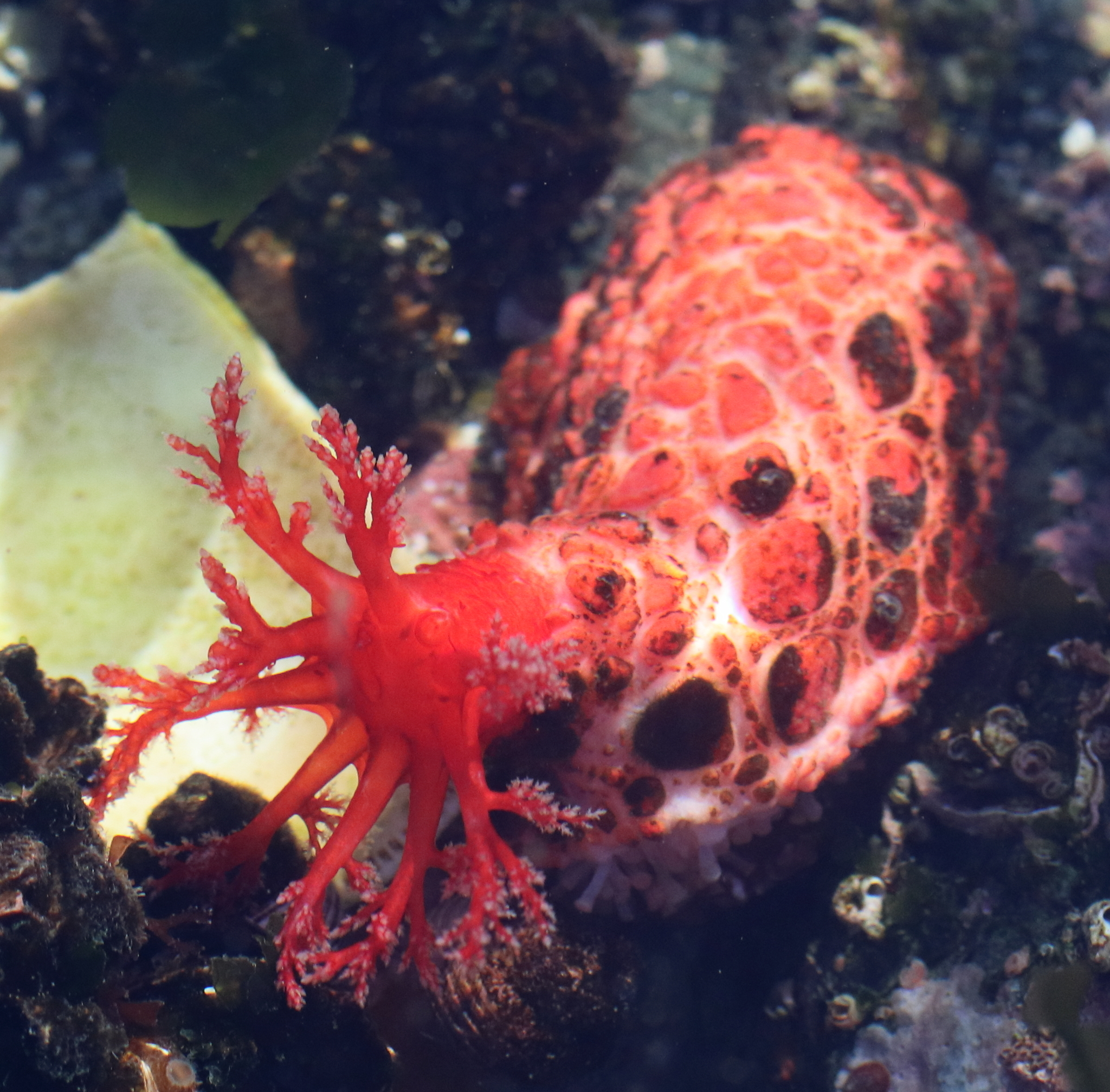
Psolus chitonoides, in situ.
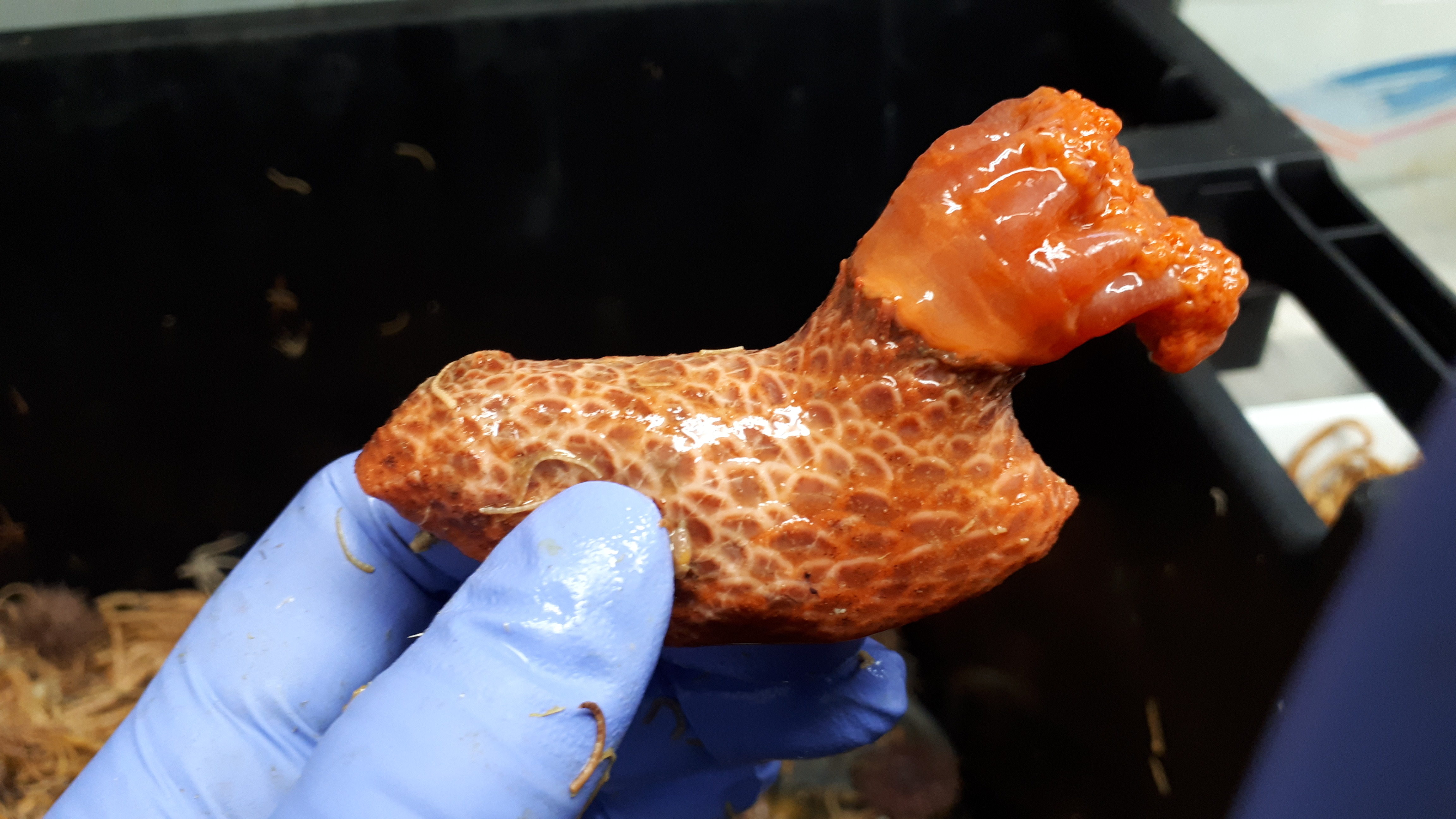
Psolus fabricii tenu en mains, tentacules sortis.
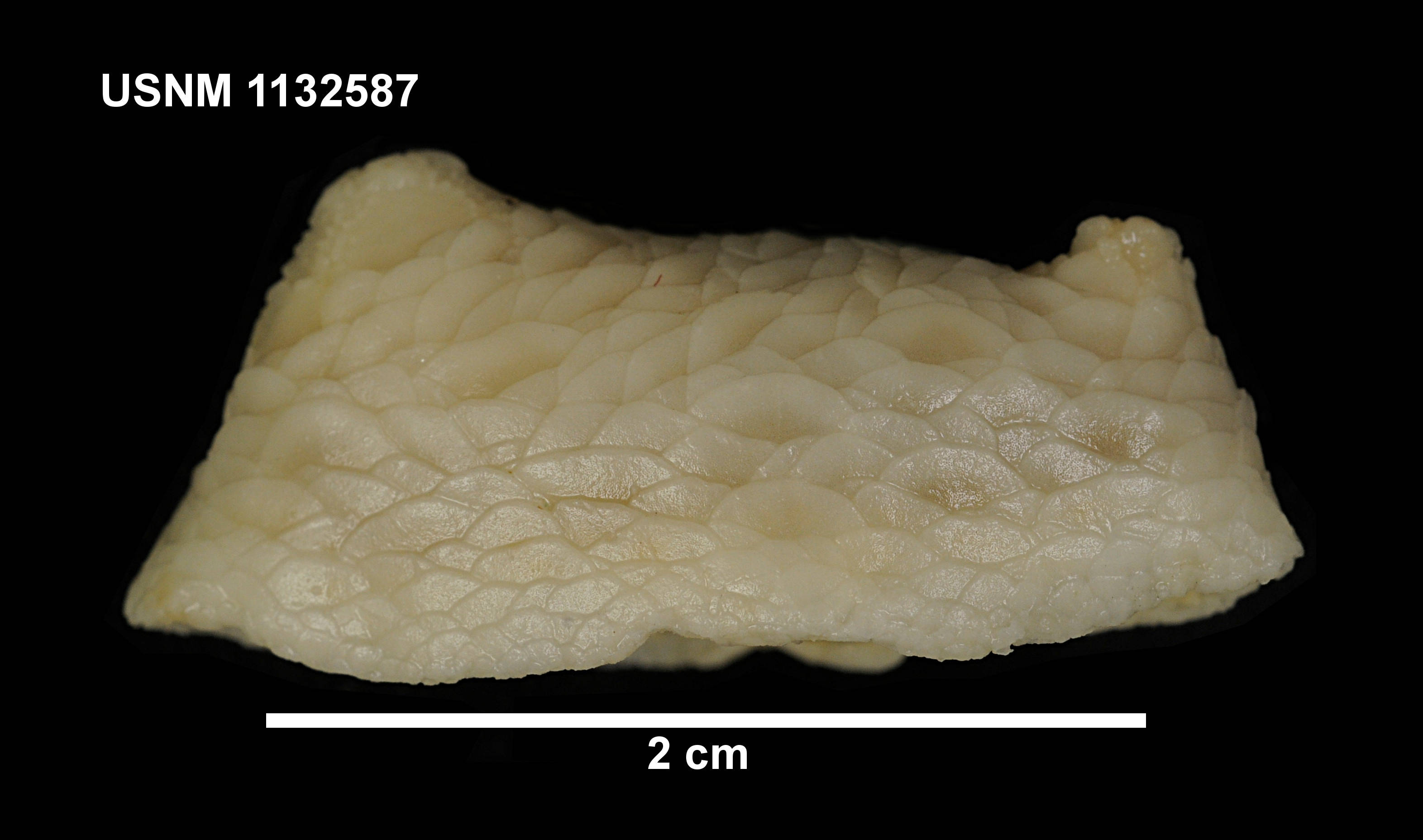
Silhouette classique d'une Psolidée : Psolus patagonicus.
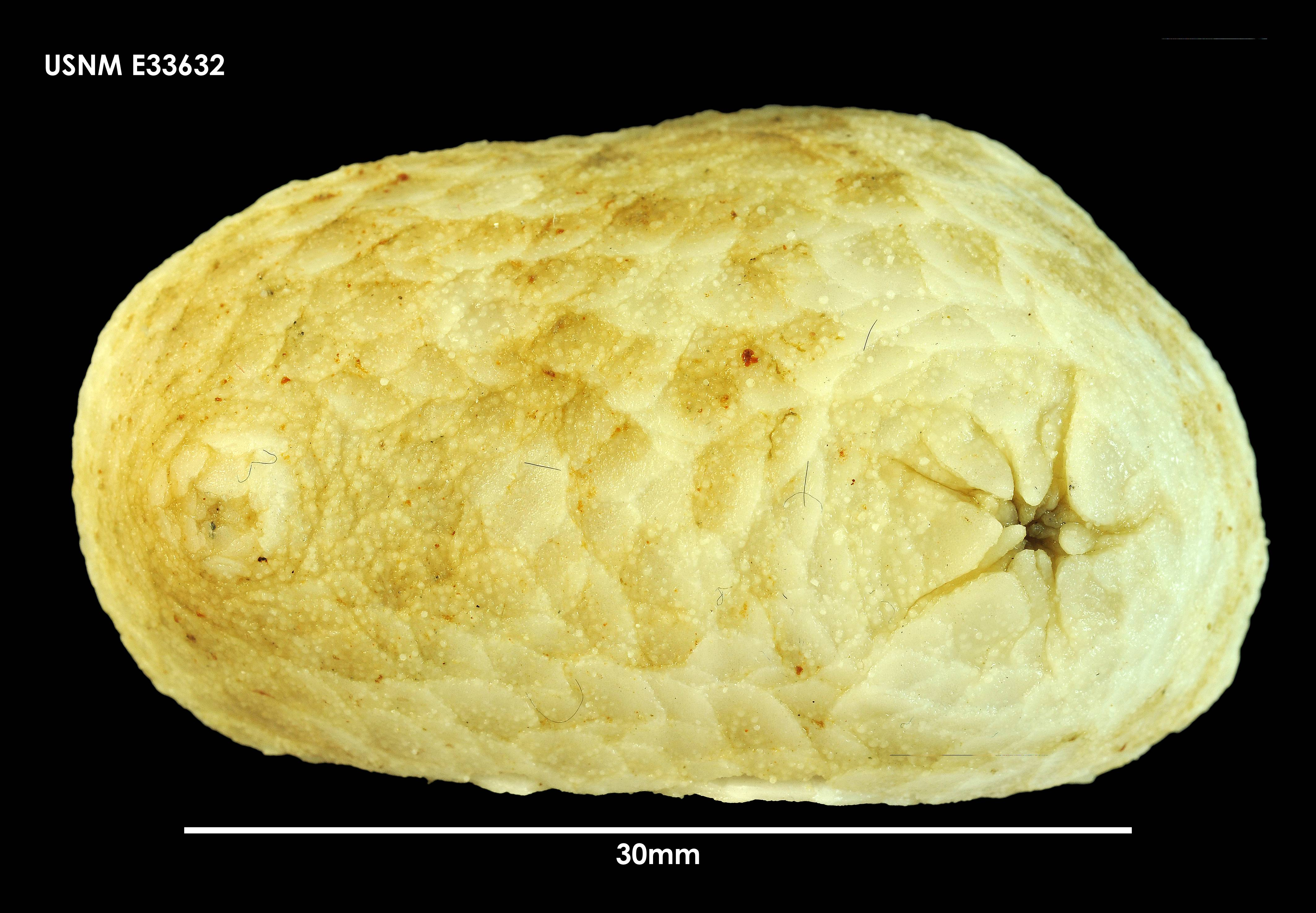
Une espèce protégée par d'épaisses plaques dorsales : Psolus squamatus.
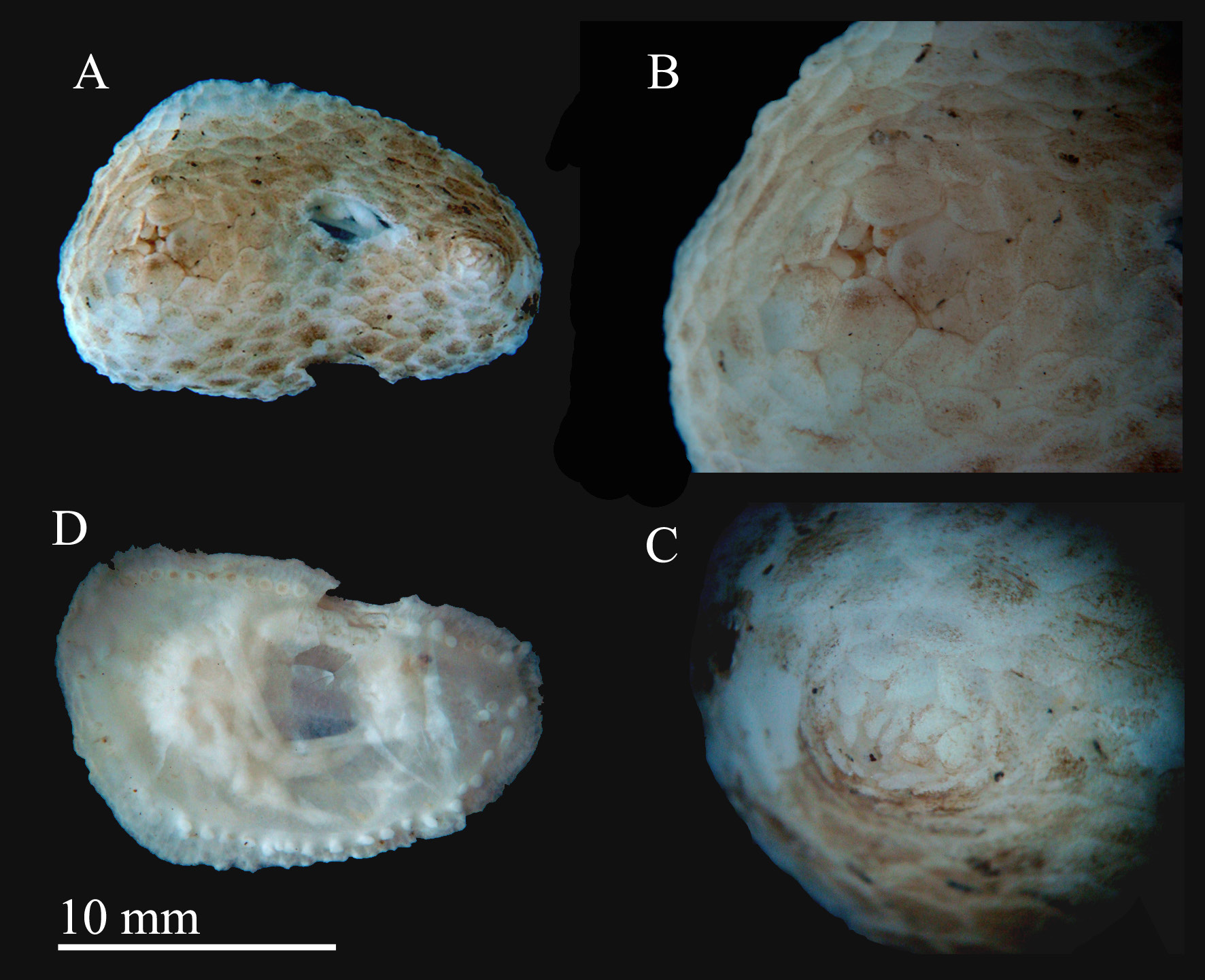
Différentes vues de Psolus tessellatus

## Liste des genres
Selon World Register of Marine Species (2 décembre 2013) :
- Ceto Gistel, 1848 -- 1 espèce
- Echinopsolus Gutt, 1990 -- 10 espèces
- Ekkentropelma Pawson, 1971 -- 2 espèces
- Lissothuria Verrill, 1867 -- 9 espèces
- Neopsolidium Pawson, 1964 -- 2 espèces
- Psolidium Ludwig, 1887 -- 51 espèces
- Psolus Jaeger, 1833 -- 55 espèces

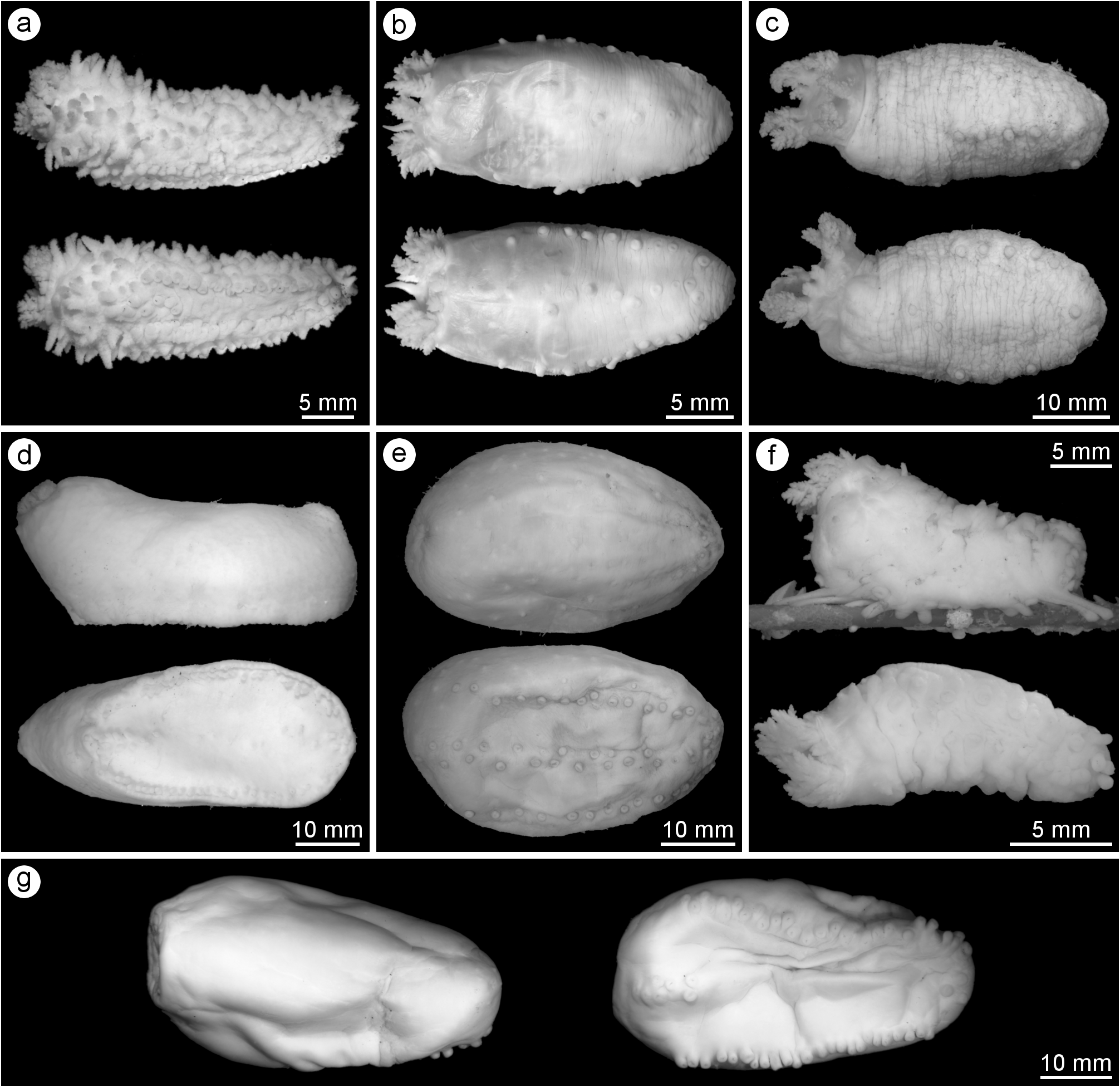
Divers Echinopsolus
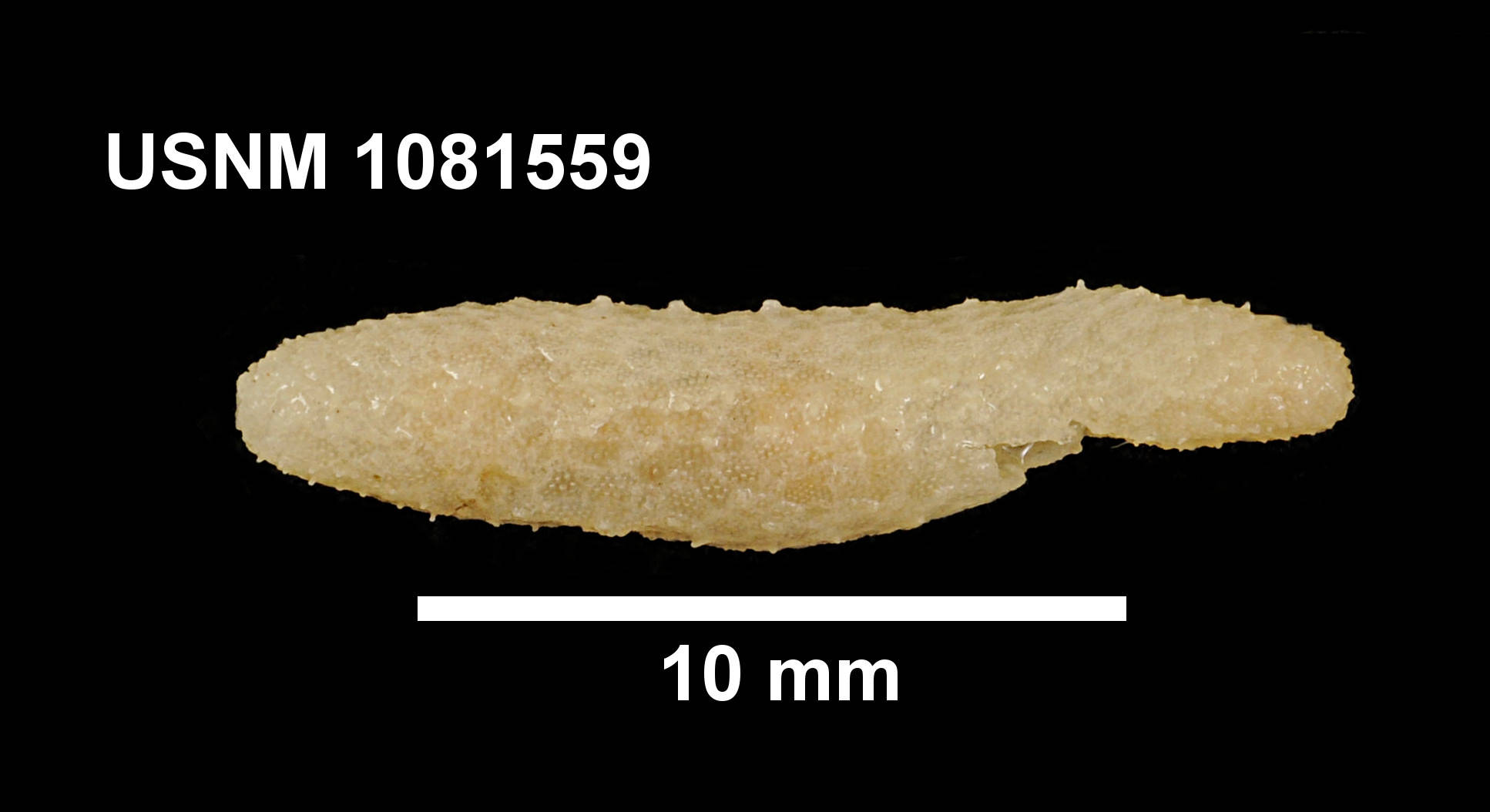
Ekkentropelma brychia
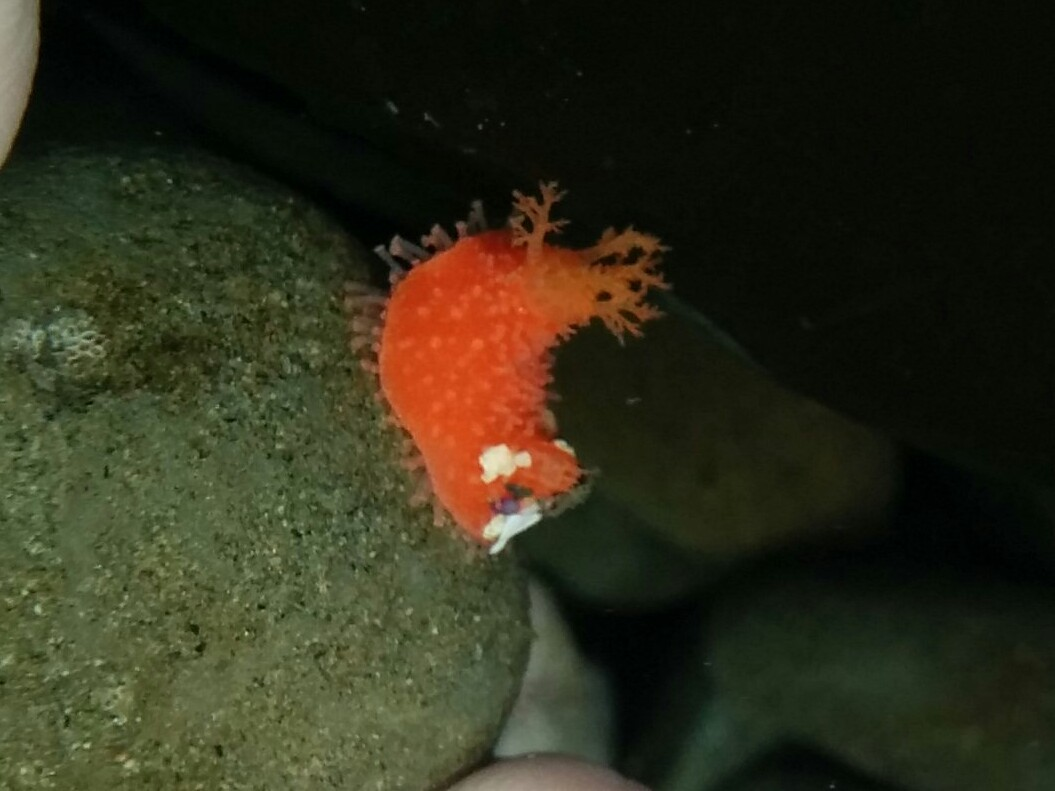
Lissothuria nutriens
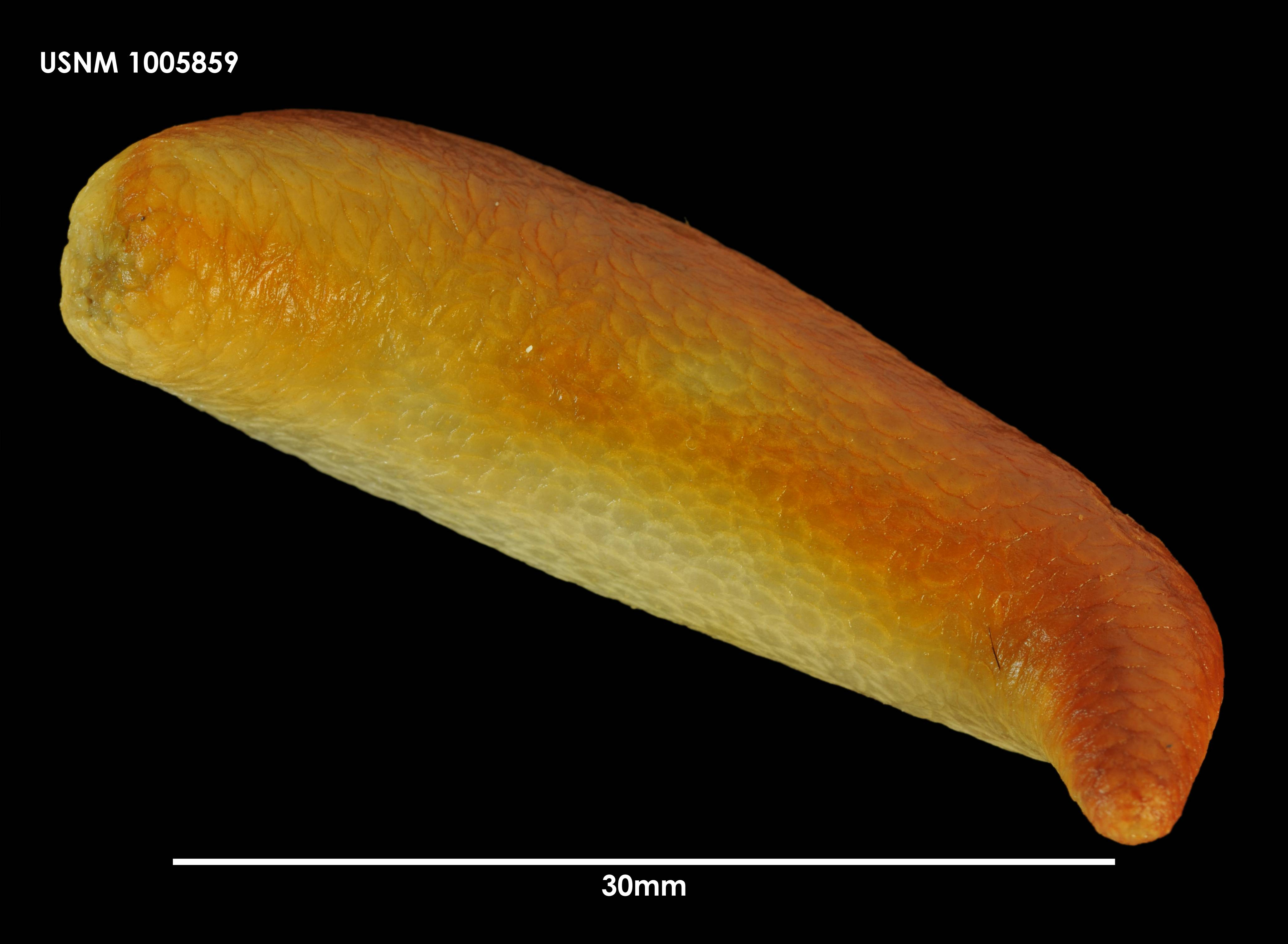
Psolidium tenue
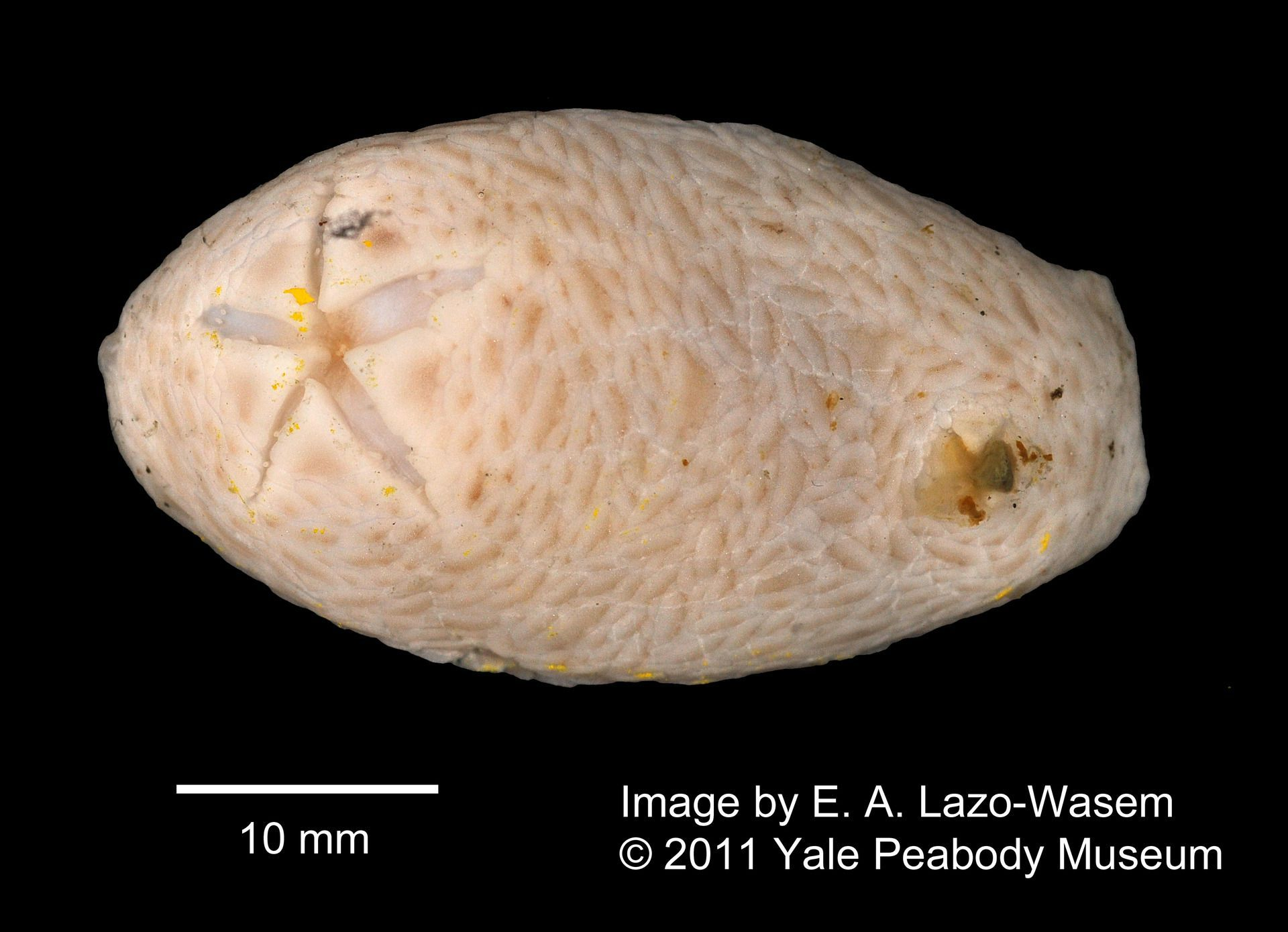
Psolus antarcticus